# Terry Eagleton
Terence Francis 'Terry' Eagleton (* 22. únor 1943 Salford) je britský literární teoretik a kritik irského původu. Je znám svou marxistickou orientací. Je profesorem anglické literatury na Lancaster University a University of Notre Dame (v minulosti též na Oxfordu) a profesorem kulturní teorie na National University of Ireland (v minulosti též na University of Manchester). Vystudoval na Trinity College v Cambridge, kde byl žákem Raymonda Williamse. K jeho nejcitovanějším pracím patří The Ideology of the Aesthetic z roku 1990 a The Illusions of Postmodernism z roku 1996, nejznámější je zřejmě přehledová práce Literary Theory: an Introduction. Ač marxista, je rovněž katolíkem, přispívá do levicově-katolického časopisu Slant a je hlasitým kritikem hnutí Nový ateismus Richarda Dawkinse a Christophera Hitchense. Svou představu o „levicové teologii“ shrnul do knihy Towards a New Left Theology. Výjimečně se věnoval i literární tvorbě (divadelní hra Saint Oscar o Oscaru Wildeovi, román Saints and Scholars). Roku 2001 vydal paměti s názvem The Gatekeeper.

### České překlady
- Idea kultury, Brno, Host 2001.
- Sladké násilí. Idea tragična, Brno, Host 2005.
- Úvod do literární teorie, Praha, Triáda 2005 (2. vyd.: Praha, Plus 2010)